# Encomienda de Conchucos
La Encomienda de Conchucos fue una subdivisión territorial del norte peruano, perteneciente a la jurisdicción de la ciudad de Huánuco, surgió en 1532 con la conquista española de la etnia conchuco, en el norte del actual departamento de Áncash. Perteneció a Francisco Pizarro durante los primeros años, y luego, dividida en dos, fue cedida a los hombres que colaboraron con la Conquista del Perú. 

## Historia
Durante la Conquista del Perú, cuando Francisco Pizarro tomó como rehén al inca Atahualpa en Cajamarca, ordena a una guarnición comandada por Hernando Pizarro que explorara los territorios del sur, este grupo lograría saquear Pachacámac para luego dirigirse a Jauja con 27 cargas de oro y 2 mil marcos de plata; donde apresan al general inca Calcuchimac, luego de esto, el viernes 21 de marzo de 1533, deciden retornar a Cajamarca haciendo la ruta del viaje por Tarma, Pumpú, y Huánuco Viejo hasta el 29 de marzo; desde este punto, toda la sierra oriental de Áncash desde Pincos hacia Huari, Maraycalla, Piscobamba, Sihuas, Conchucos y Andamarca hasta el 7 de abril de donde prosiguen a Huamachuco, Cajabamba e ingresan finalmente en Cajamarca, el 14 de abril de ese año, 1533.
Francisco Pizarro en su viaje de Cajamarca a Cusco, entró por Andamarca, hacia el Callejón de Huaylas, Pumpu (Bombón) y por el camino a Xauxa (Jauja) para continuar al Cuzco.
Entre 1555 y 1560, los evangelizadores agustinos, luego de establecer un convento en Huamachuco, continuaron su labor pastoral por la sierra de Trujillo llegando al norte de Conchucos y fundaron en total 6 capillas con sus respectivas advocaciones en Pallasca, Tauca, Piscobamba, Corongo, Huandoval y Cabana. Los sacerdotes fundadores de aquellas doctrinas fueron Fernando García como vicario y Fray Alonso de Espinoza como acompañante.

### La masacre de la etnia de los Conchucos
Tras la retirada de las tropas de Manco Inca luego de fracasar en su intento de tomar Lima, el cabildo limeño ordenó a Chaves ir a someter y pacificar a los indios que permanecían alzados en Huaura, Atavillos y Lampián (sierra del actual departamento de Lima); Huaylas y Conchucos (actual departamento de Ancash); y Bombón, Tarma y Huánuco (sierra central del Perú). En Huamachuco se reunió con el capitán Miguel de la Serna, con el que inició la campaña, que fue muy cruel, especialmente en los Conchucos donde los indios tenían cercado a Gonzalo Pizarro y a sus hombres, que se hallaban en camino hacia la región amazónica. La represalia española sobrepasó los límites y desembocó en un verdadero genocidio: luego de quemar y empalar a hombres y mujeres, Francisco de Chaves hizo asesinar a 600 niños menores de nueve años, a los que hizo previamente pronunciar su apellido en vez del nombre de Jesús. Este crimen fue condenado por los mismos españoles y fue denunciado ante la corte real. Toda un área extensa fue convertida en el corregimiento de Conchucos, involucrando bajo la misma jurisdicción a los pincos, huaris y piscopampas.

## Encomenderos
- 1532-1542: Francisco Pizarro
- 1543-1545: Bernardino de Valderrama y Luis García Samamés.
- 1545-1548: